# Domenico Flabanico
Domenico Flabanico (más néven Domenico Flabianico), (?, 10. század – ?, 1042) volt Velence huszonkilencedik dózséja. Uralkodásának bő tíz éve alatt a kereskedővárosban szinte megállt a fejlődés, noha a Velencei Köztársaság későbbi jelentős politikai intézményei ekkor sejlettek fel legelőször a városi nemesség szemében. Mindamellett Flabanico már időtlen idők óta az első olyan dózse volt, aki nem nevezte meg utódját a Serenissima élén.

## Élete
Domenico igen gazdag családból származott, akik főként a Földközi-tenger medencéjének keleti részében folytatott selyemkereskedelemből tettek szert hatalmas vagyonukra. A család érdekei gyakran ütköztek más nagy velencei kereskedőcsaládokéval, de egyikük sem volt olyan erőteljes, mint a hatalomra kerülő Orseolo család. Domenico az első adandó alkalommal lázadást szított a lagúnák városában Orseolo Ottó dózse ellen. A Flabanicók mellett más nemes családok is tüzelték a forrongásokat, és végül sikerrel jártak – a leborotvált hajú és szakállú Ottót Konstantinápolyba száműzték.
A győztes családok ezután egy gyengébb kezű dózsét, Pietro Barbolanót ültették a trónra, aki a nagyhatalmakkal nem tudott politikailag megfelelő álláspontot kiharcolni, ezért a velenceiek úgy döntöttek, hogy 1031-ben elűzik Pietrót is a város éléről. Ezután közel egy éven keresztül nem léphetett senki a köztársaság vezető tisztségébe, ugyanis a kereskedők egyik pártja a száműzött Ottót akarta visszahívni Velence trónjára, míg az ellenük harcoló párt Flabanicót támogatta. Az Orseolok hatalmát sokan azért akarták visszaállítani, mert akkoriban, mint sok más városban is, a velencei kereskedők jelentős támaszpontot hoztak létre a Bizánci Birodalom fővárosában. A korabeli krónikák gyakran írtak erről úgy, mintha a kereskedők várost építettek volna a városon belül. Mivel Ottó már jóideje a keleti császár udvarában élt, és élvezte annak teljes támogatását, a kereskedőnép úgy vélekedett, hogy talán még kedvezőbb adókat és vámokat tudna kiharcolni. Ottó azonban 1032-ben meghalt, még mielőtt visszatérhetett volna szülőhazájába.
1032-ben tehát a velenceiek választása egyértelműnek tűnt, és a gazdag Flabanico család fejét ültették a trónra. Ez a család ugyan még sohasem foglalta el a város legmagasabb posztját, Domenico mégis úgy uralkodott, mint azok a dózsék, akik felmenőik jogán az örökletes uralom kiépítésére koncentrálnak. A nép gyakran emlegette, hogy a korábbi capo-bastone (szó szerinti fordítása: a bot feje, ami itt a lázadás vezetőjére utal) trónra kerülése után immár a legnagyobb úr akar lenni.
A nemesek körében ekkor alakult ki egy nemesi tanács (az ún. minor consiglio) gondolata, amely biztosította volna Velence gazdag földbirtokosainak beleszólását a köztársaság politikájába. Domenico uralkodása alatt igen nagy léptekkel haladt a megvalósulás felé ezen intézmények tervezése, és a nagyhatalmú nemesek rá is vették a dózsét, hogy törvényben garantálja a tanács jogait. A trónra került Flabanico nem igazán törődött a külpolitikával, de erre nem is volt szükség, ugyanis a nagyhatalmak akkoriban nem törődtek Velencével. Háborút sem akartak kezdeni a város ellen, ezért Domenico békében építgethette családja útját a trónra.
A trón átörökítése mégsem sikerülhetett neki, ugyanis 1042-ben váratlanul, természetes halállal meghalt, és nem hagyott hátra törvényes utódot trónjának betöltésére.
| Előző uralkodó: Pietro Barbolano | Velencei dózse 1032-1042 | Következő uralkodó: Domenico Contarini |